# Gebührenimpuls
Mit dem Gebührenimpuls (Gbi, Tarifeinheitenimpuls) werden in analogen Telefonnetzen Informationen über die während einer Verbindung anfallenden Kosten zum Anrufer übermittelt. In dessen Endgerät (Telefon mit eingebautem Gebührenanzeiger, eigenständiger Gebührenanzeiger, Fernwahlmünzfernsprecher) wird der Gebührenimpuls aus dem übertragenen Gesamtsignal herausgefiltert und in eine entsprechende Gebührenanzeige umgewandelt.
Der Gebührenimpuls besteht aus einer Wechselspannung mit einer Frequenz, die über dem Sprachfrequenzbereich von 300 bis 3400 Hz liegt.

Die Daten des Gebührenimpulses:
- Frequenz: In Deutschland 16 kHz (±80 Hz), in Österreich und der Schweiz 12 kHz
- Länge: 78 – 170 ms
- Leistungspegel: −23 dB(950mV) bis +21 dB(950mV), dies entspricht einer Spannung von ca. 67 mV bis 10,7 V

Gebührenimpulse sind im Telefonhörer als leises und hochfrequentes Piepen oder Knistern hörbar und können durch die Tastung zu Übertragungsstörungen bei Fax- und Datenübertragungen (Modem) führen. Zur Vermeidung dieser unerwünschten Effekte sind
- in den Gebührenanzeigern entsprechende Filter eingebaut
- separate Filter zum Einschleifen in die Leitung erhältlich.

In digitalen Telefonnetzen (ISDN, GSM- und UMTS-Mobilfunknetze) werden die Gebühreninformationen mit den AOC-Leistungsmerkmalen übermittelt. Bei ISDN dient dazu der D-Kanal (Steuerkanal).